# Cinzia Ruggeri
Cinzia Ruggeri (Milán, 1 de febrero de 1942 – Milán, 6 de noviembre de 2019) fue una diseñadora y artista italiana.Es conocida por sus prendas posmodernas y surrealistas. 

## Carrera
Ruggeri nació en Milán. Expuso su trabajo como artista por primera vez en 1960 en la Galleria Prisma, cuando tenía 18 años.  Dino Buzzati escribió una introducción, elogiándola por su precoz talento e imaginación.  Luego estudió diseño en la Scuola di Arti Applicate en Castello Sforzesco en Milán y fue aprendiz de Carven en París.  En las décadas de 1960 y 1970, se desempeñó como directora de diseño de la empresa de su padre, Unimac spa.  Lanzó su propia marca, Bloom SpA, en 1977.  En 1981, estableció la línea experimental Cinzia Ruggeri y, en 1986, Cinzio Menswear.  Enseñó en la Nuova Accademia di Belle Arti de Milán. 

## Diseños de moda
Ruggeri estaba asociado con el Grupo Memphis. Es conocida por su trabajo incorporando tecnología en prendas. 
El trabajo de Ruggeri combina moda con escultura, performance y arquitectura.  Sus prendas utilizan materiales inusuales como vidrio, pelotas de ping pong, fieltro y cauri.  También incluyó materiales como cristal líquido, LED y luces polarizadas. 
La escultura del vestido de Ruggeri de 1983 titulada Homage a Levi Strauss fue presentada con una instalación de luz de Brian Eno.  En 1984 diseñó el vestuario para la portada del disco "Aristocratica" de Matia Baza. 

## Exposiciones
Las exposiciones más recientes de Ruggeri incluyen "Cin Cin 1980-2015" en 10 Corso Como; "Umbratile con Brio" (2018) y "La règle du jeu?" (2019) en la Galería Federico Vavassori de Milán. También expuso en la Galería Francesca Pia de Zurich y en Campoli Presti de París. Su obra fue objeto de una retrospectiva en el Museo de Arte Contemporáneo de Roma en 2022. 